# 日本維新の会 (2012-2014)
日本維新の会（にっぽんいしんのかい、英語: Japan Restoration Party）は、かつて存在した日本の政党。略称は維新の会、維新。
2014年7月31日に解党。翌8月1日に同名の政党を結党するが、9月21日に結いの党を統合し維新の党へ党名を変更。

## 概要
2010年（平成22年）4月に大阪府議会議員らが中心となって設立された地域政党「大阪維新の会」を母体に、自民党・民主党・みんなの党から離党した国会議員らを加えて、2012年（平成24年）9月28日に設立された。設立直後に日本創新党が合流。
当初は大阪維新の会代表の橋下徹が党代表に就いていた。11月17日、太陽の党（たちあがれ日本より改名）が合流。同日、同党共同代表の石原慎太郎が代表に就任し、橋下は代表代行に退いた。
自民党・民主党の二大政党に対抗する「第三極」の中心として注目を集め、2012年（平成24年）12月16日に執行された第46回総選挙では54議席を獲得して国政第3党に躍進した。同日夜、橋下は民放のテレビ番組で首相指名選挙に触れ、「自民、公明両党でこれだけ議席を獲得した。それに従うのが民主主義だ。維新で独自候補を出すなんてばかげている」と述べ、自民党の安倍晋三総裁に投票する意向を示した。石原は同日夜の記者会見で「他党の党首を首班に指名するのは政党の独自性から言って論外だ。平沼赳夫氏が好ましい」と表明した。12月17日、橋下は前日の発言を撤回。日本維新の会は石原に投票する方針を決めた。12月26日、首相指名選挙が行われるが、日本維新の会は結局候補者を出さなかった。
主要政策に隔たりがあった太陽の党と合流して以降は、橋下共同代表ら結党以来のメンバーと、国会議員の3割近くを占め国会議員団の主導権を握る石原共同代表ら旧太陽の党メンバーの間で、しばしば意見の対立や主張の食い違いが生じている。2013年（平成25年）1月、石原・橋下の共同代表制に移行した。
結いの党の合流を巡って石原と橋下が対立し、2014年（平成26年）5月28日に分党で合意。6月22日の臨時党大会で、橋下グループと石原グループに分党するため、党を解党する方針を決定。7月31日に「政治団体解散届」を総務大臣に提出し正式に解党した。石原グループは次世代の党を結党。一方、橋下グループは党名を引き継いだ暫定的な新党「日本維新の会」を結党、結いの党が解党したうえで合流し維新の党へ改称した。

## 党史

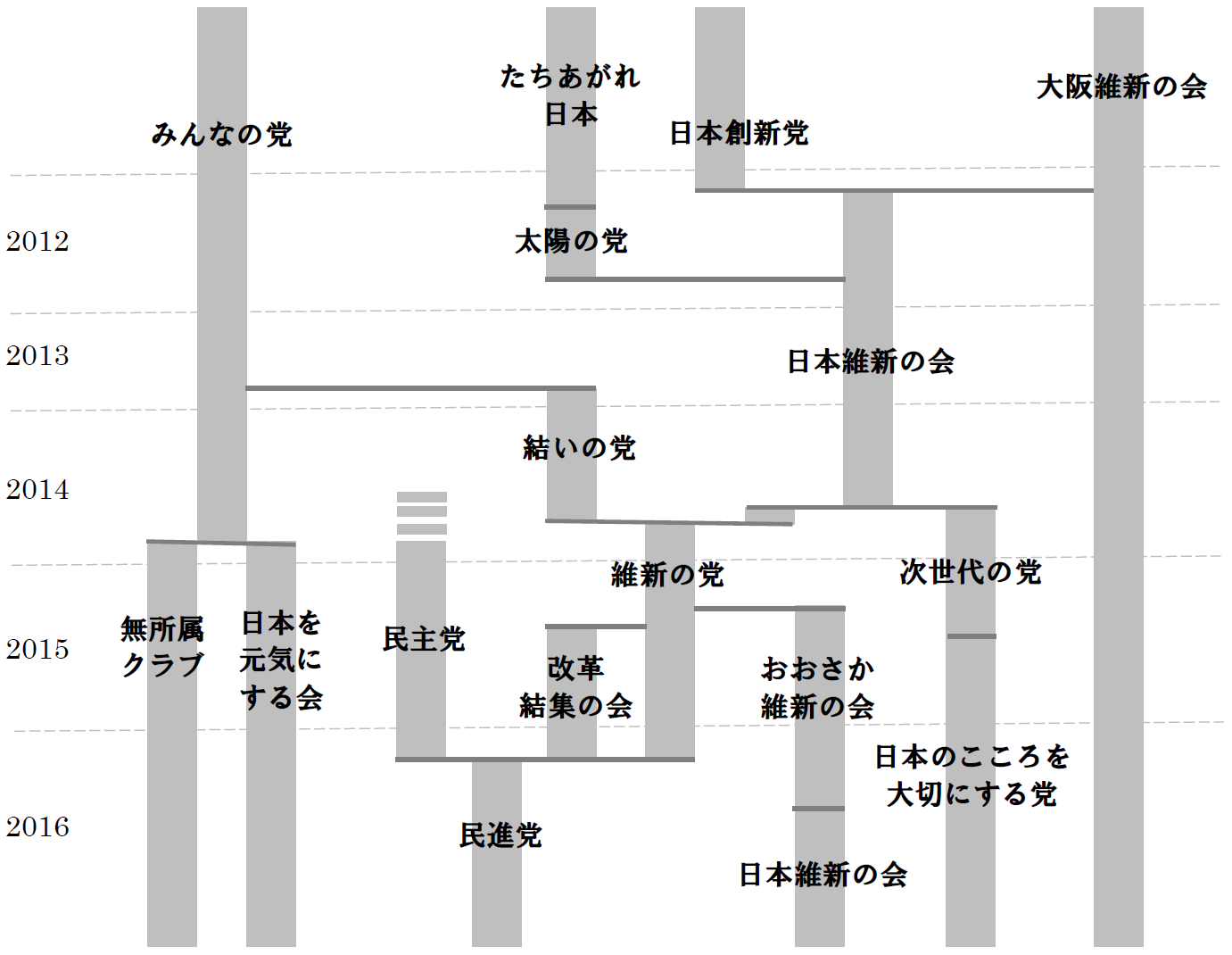
2010年代の第三極の離合集散

### 結党前
- 2009年（平成21年）
  - 4月25日 - 松井一郎ら府議6名が自由民主党会派を離脱し、新会派「自由民主党・維新の会」を設立。
- 2010年（平成22年）
  - 4月1日 - 上記会派および他党会派に所属する府議22名が新会派「大阪維新の会大阪府議会議員団」を設立。
  - 4月19日 - 上記会派に府議8名を新たに加え、政治団体「大阪維新の会」を結成。橋下徹が代表に、松井一郎が幹事長に就任。
- 2011年（平成23年）
  - 4月10日 - 統一地方選として行われた府議選・大阪市議選・堺市議選で大阪維新の会が大勝を収める。
  - 11月27日 - 大阪市長選で橋下徹が、府知事選で松井一郎が当選。
- 2012年（平成24年）
  - 9月8日 - 大阪維新の会は所属議員を集めた会議で、国政進出を目指すことを正式に決定した。あわせて、橋下徹を党首とする新しい政党の名を「日本維新の会」とすることで合意した[21]。
  - 9月11日 - 自民党・民主党・みんなの党に所属する国会議員7名が合流を表明[22]。なお総選挙までに3党から合流した国会議員は合わせて13名となった。
  - 9月12日 - 維新八策を掲げた綱領が発表される。

### 結党後
- 2012年（平成24年）
  - 9月28日 - 国政政党「日本維新の会」を正式に結党[11]。橋下徹が代表に、松井一郎が幹事長に就任。
  - 9月29日 - 日本創新党が維新への合流を理由に解党。
  - 10月9日 - 衆議院で院内会派「日本維新の会」を結成。
  - 11月17日 - 太陽の党と合流。太陽の党共同代表の石原慎太郎が日本維新の会の代表に就任し、橋下は代表代行に退いた。また旧太陽の党共同代表の平沼赳夫が国会議員団代表に就任[23]。
    - 11月16日に橋下と石原が会談を持ち、石原が共同代表を務める太陽の党が維新に合流することで合意していた[24]。
    - 11月19日 - 石原を正式に代表に選任する[25]。

  - 12月16日 -  第46回総選挙（12月4日公示）において172名の公認候補（うち小選挙区151名、比例単独21名）を擁立。投票の結果、54議席（うち小選挙区14議席、比例区40議席）を獲得、衆議院での第3党に躍進。
- 2013年（平成25年）
  - 1月19日 - 石原・橋下の共同代表制に移行[26]。
  - 3月30日 - 結党大会を大阪で開催。旧太陽の党との合流後、検討されてきた新綱領が発表される。
  - 4月14日 - 兵庫県の伊丹市と同県宝塚市の市長選挙が行われる。両市は兵庫県とはいいながら、日本維新の会の地盤である大阪府に隣接する地域であり、日本維新の会の橋下徹共同代表の持論の「伊丹空港廃止論」にかかわる伊丹空港の地元でもある。日本維新の会はここを制すべく、伊丹市長選挙には前伊丹市議会議員の岩城敏之を、また宝塚市長選挙には前宝塚市議会議員の多田浩一郎を擁立した。これは、「維新の兵庫県への本格進出」として、また、同年7月に予定されている兵庫県知事選挙を日本維新の会が制圧するための前哨戦として大きな注目を集めた。しかし、伊丹市長選挙では自民・民主・公明推薦の現職が維新の岩城に3倍以上の票差をつけ、また宝塚市長選挙では民主推薦の現職が維新の多田に2倍近い票差をつけるという結果に終わり、それぞれ維新の候補は惨敗を喫した。さらに、市長選挙と同時に行われた両市議会議員補欠選挙でも維新候補は元職に全敗した[27][28]。
    - この結果を受けて、日本維新の会は7月21日におこなわれた兵庫県知事選挙には当初予定していた候補を立てることすらできず、不戦敗に追い込まれた。

  - 5月17日 - 共同代表橋下徹のいわゆる「従軍慰安婦発言」について、日本維新の会の衆議院議員の西村眞悟が橋下を擁護する立場から発言を行ったが、その内容が不適切だとして、日本維新の会は西村に対して即刻、除名処分を下した。
  - 6月23日 - 東京都議会議員選挙（定数127人）が行われる。日本維新の会にとって東京都は、共同代表である石原慎太郎が13年間にわたって知事を務めたお膝元である。このことから日本維新の会は、選挙前の3議席に対して、34人の公認候補を立てて戦い、躍進を目指した。しかし、選挙の結果は2議席の獲得にとどまり[29]、選挙前の3議席の維持すらかなわず、「惨敗、完敗[30]」を喫した。
    - この東京都議会議員選挙では日本維新の会は、当初は「自民党・公明党の過半数獲得阻止」を勝敗ラインとして掲げていた。しかし、その後は「みんなの党と合わせて第1党」、次に「独自に議員提案が出来る11議席」、そして「現状維持だけでは勝ったとは言えない。（現有の3議席を）下回れば敗退」（幹事長:松井一郎）と、徐々に後退させた[31]。
    - 橋下はこの東京都議会議員選挙について、「（日本維新の会が）東京都議選で支持を受けられなかったということになれば、やりたいことはできない。（自分の共同代表の座は）そのまま継続するわけにはいかない。党のメンバーが『代表辞めろ』ということになれば、僕自身は代表にいられない」として辞任の可能性におよんだ。
    - 選挙結果を受けて共同代表の橋下徹は、敗北の全責任は自分にあると表明した。しかし、橋下は次期参議院議員選挙までは代表を続けることを希望し、もうひとりの共同代表の石原を含む日本維新の会の幹部メンバーからも橋下の辞任を要求する声はあがらず、橋下の続投が決まった。
    - 幹事長の松井一郎は、選挙前には、勝敗ラインを下回った場合の責任は「選挙責任者としての選挙対策本部長（幹事長が兼任）が負う」と表明していた[32]。これは、選挙に敗北した場合の責任が、橋下に及ぶことを避ける意であったと解されている。選挙結果は上述の通り「惨敗」であったが、片山虎之助国会議員団幹事長が「軽々に辞任されては困る」と発言するなど、党内からの批難や人材不足を危ぶむ声があり、松井は前言を翻して「責任はあるが、両共同代表を支えるのが仕事」と述べ、幹事長を続投した[33]。

  - 7月21日、第23回参議院議員通常選挙が行われる（7月4日公示）。日本維新の会は44名の公認候補（選挙区14名、比例区30名）を擁立し、前年の衆議院議員総選挙を再現するような躍進を期した。ただし、みんなの党など他の野党との選挙協力はほとんど進まなかった。投票の結果、日本維新の会は選挙区2名、比例区6名の計8名が当選し、参議院での新勢力は非改選の1議席と併せて9議席となった。これは改選議席こそ上回っていたものの、参議院での法案提出権を持つ10議席にすら届くことはできなかった。
    - 政見放送では共同代表の石原、橋下の両代表が真横に向き合っての対談形式を取り、最初から最後まで一度も顔を視聴者に向ける事はなかった。
    - 橋下は、前回の東京都議会議員選挙の敗北の後も「次の参議院議員選挙にチャレンジさせてほしい」として共同代表の地位に留まり、この参議院議員選挙での勝利を目指していた。選挙結果は上述の通りであり、橋下自身も「勝ち目はない。代表という立場で誇れるような結果ではない。トップへの信頼がなかった」と「敗北宣言」を行った。
    - 上記の結果を受け、党執行委員会の席上で橋下と松井は共同代表と幹事長の座を辞任することを表明した。しかし、共同代表の石原を含む幹部から慰留されて橋下と松井は即座に辞意を撤回。執行部は続投することになった。

  - 7月29日、橋下は、日本維新の会における自分の役割は「一段落ついた」との認識を示し、これ以降、自らは国政から距離を置き、同党の国政に関する実権は国会議員団に全面的に委ねることを表明した[34]。
  - 9月29日 - 大阪府堺市長選挙では、日本維新の会の母体である大阪維新の会が元堺市議会議員西林克敏を候補として擁立し、「総力戦」で臨んだ。日本維新の会も大阪維新の会に呼応して西林を全面的に支援し、共同代表の石原慎太郎を始めとする党所属の国会議員を投入して西林の応援を行った。しかし、選挙の結果では、反「維新」の立場を明確にしていた現職の竹山修身に完敗した[35]。なお、この選挙で堺市入りして応援演説を行った石原が「現憲法は連合国軍総司令部（GHQ）の押し付け」とする憲法観や歴史観についての主張を行ったところ、聴衆の一人が「市長選の話を聞きに来たんや」と声を揚げ、それに対して石原が壇上から「大事な話をしているんだ。失礼なやつだ。（前に）出てこい」と言い返したことも話題を呼んだ[36]。
  - 10月27日 - 兵庫県神戸市長選挙が実施される。この選挙に日本維新の会は、共同代表の橋下徹が「改革派の自治体リーダーとしてふさわしい人」と絶賛した樫野孝人を擁立することを計画し、党関係者が樫野と接触していた。しかし、その直前の9月29日に投開票された大阪府堺市長選挙で、大阪維新の会の候補が完敗を喫したこともあって、結局は候補擁立にいたらずに自主投票となり、「不戦敗」となり、また維新の会と政策が近かった樫野は落選した[37]。
  - 11月12日 - 日本維新の会は、党所属の参議院議員であり同党国会議員団副幹事長のアントニオ猪木に対して、11月12日から12月31日までの50日間、党員資格の停止処分および副幹事長職の停止措置を下した。これは、猪木が国会の許可を得ずに北朝鮮を訪問したことにともなう措置である。猪木はこの処分を全面的に受け入れた。なお、猪木は自分が日本維新の会国会議員団の副幹事長職にあったことを知らなかった[38]。
  - 12月4日 - 石原は国会で「党首討論」に臨み、そこで特定秘密保護法を高く評価するとともに、イスラエルの情報機関であるモサドを絶賛し、日本にもそのような機関を創設することを主張した[39]。
  - 12月17日 - 衆議院議員の東国原英夫広報委員長が、「日本維新の会の原点である理念、政策、方向性が変質・変容している」として、会派を離脱するとともに議員を辞職。日本維新の会にとって、役員クラスの有力議員が党の現状を批判して離党、さらに議員辞職にいたるのは初めてのケースであった。東国原の辞職に伴い、比例近畿ブロックの最下位次点で落選していた清水鴻一郎が12月26日に繰り上げ当選した。
  - 12月22日 - 東京都東久留米市長選挙の投開票が行われる。元国会議員秘書の前田晃平が日本維新の会の推薦を受けて立候補し、同党の衆議院議員山田宏（元杉並区長）の全面的な支援を受けて選挙戦に臨んだ。選挙の結果（投票率34.55%）、自民党・公明党推薦候補が16024票。共産党推薦候補が8789票に対して、前田は3位の6958票となり敗北した[40]。
  - 12月26日 - 日本維新の会は、平成27年度春の統一地方選挙に向け、近畿地方での候補者の発掘をめざす「近畿ブロック維新政治塾」を開催することとして応募者を募集、この日にその応募を閉め切った。日本維新の会は同地方で候補を大量擁立するために必要な300人規模の人数をこの政治塾で集めようと目論んでいたが、応募者はわずか105人にとどまった。これについて読売新聞は、この前年の2012年の場合、日本維新の会の母体である大阪維新の会が「維新政治塾」の塾生を公募したところ定員400人に対して3226人の応募が殺到していたため、それと比較して「党勢の退潮浮き彫り」と評された[41]。
    - 2014年2月8日にこの「維新政治塾」の開講式が行われたが、実際の受講者は応募者105人からさらに減少し、94人にとどまった[42]。

  - 12月28日 - 日本維新の会は、同党の国会議員候補であった山内成介と大野祐司を「反党行為」との理由で除名処分とし、同選挙の比例近畿ブロック名簿から両人の名前を削除した[43]。
    - 山内成介は、日本維新の会公認候補として2012年の衆議院議員選挙に京都3区から、2013年の参議院議員選挙に京都府選挙区からそれぞれ出馬したものの、落選した。
    - 大野祐司は国土交通省総合政策局交通安全対策室長、アジア開発銀行を歴任し、日本維新の会公認候補として2012年の衆議院議員選挙に奈良1区から出馬したが落選。同年の奈良市長選挙には、党の方針に反して無所属で立候補し、落選した[44]。しかし、大野自身によると、大野は2012年3月に日本維新の会の党員制度ができる前に同会を離脱しているため、日本維新の会の党員になったことはないという。大野は、上記の事情から奈良市長選挙に無所属で立候補することは問題がないとしており、さらに日本維新の会が党員ではない自分を除名するとしたことについて困惑していると語っている[45]。
- 2014年（平成26年）
  - 1月15日 - 橋下の意を受け、日本維新の会は結いの党と合流することを視野に入れた政策協議をスタートさせた[46]。しかし、石原は、結いの党を「護憲政党で、手は組めない」として維新との合流の可能性を否定するとともに、結いの党代表の江田憲司が目指す野党再編についても「卑しい願望」と批判した[47]。
    - 結いの党との連携を軸とした野党再編を推し進める橋下は、1月19日のNHKのインタビューで日本維新の会の党内対立について問われた際、「共同代表石原は結いの党を護憲政党というが、僕は結いの党は護憲政党ではないと言い続けている。維新は個性豊かな政治家の集まりでお互いに言いたいことを言い合うが、最後にはきちんとまとまるから見ていてほしい。議論の過程だけを見て内部対立と言ってほしくない」と応え、党内対立を否定した。
    - それに対して石原は、1月23日に共同通信のインタビューに応じ、結いの党について再び「護憲政党で何の共通項もない」と指摘し、日本維新の会と結いの党との政策協議について重ねて不快感を表明した。さらに石原は、党内対立が「決定的なものだったら党を割ってもいい」と明言し、日本維新の会の分裂もあり得るという認識まで踏み込んだ。その上で、将来的な自民党との合流の可能性も匂わせた[48]。

  - 1月 - 東京都知事選挙について、石原は田母神俊雄を全面的に支援することを表明し[49]、さらに国会議員団代表の平沼赳夫も石原に同調することを表明した。一方、橋下は、党としては田母神を支援しないと表明し[50]、それにともない、日本維新の会は特定の候補者を支援せず自主投票とすることを決定した。さらに、日本維新の会国会議員団幹事長の松野頼久は、この選挙に立候補することを表明した元首相の細川護煕を全面的に支援すると発表した[51]。また、日本維新の会幹事長の松井一郎は、本音では細川に頑張ってはもらいたいが自分がそう言ってしまうと共同代表の石原に「怒られる」と語り、細川に対する積極的な支援は行わない態度を表明した[52]。
    - 2月9日 - この日に実施された東京都知事選挙[53] の結果、自民党と公明党の支援を受けた舛添要一が200万票余りを獲得して当選し、社民党と共産党の支援を受けた宇都宮健児が100万票弱で次点につけた。日本維新の会の一部の有力政治家が支援した細川護煕は約95万票で3位に終わった。石原の支援を受けた田母神俊雄は、石原が13年の永きにわたって東京都知事をつとめていたという実績があるにもかかわらず約60万票で、当選者の舛添に比べて約3分の1の得票に留まった上に、激しく批判していた社民党・共産党の支援を受けた宇都宮にすら遥かに及ばなかった[54]。なお、細川を支援していた日本維新の会の松野頼久は「（野党再編に）何らかの影響は出る」と語り、日本維新の会の一部の勢力が推進していた野党再編の方針が大きな壁にぶち当たったという認識を示した[55]。

  - 2月9日 - この日に実施された岡山県津山市長選挙では、日本維新の会は自民党と相乗りで谷口圭三（元津山市議会議員、元岡山県議会議員）を推薦した。選挙の結果、谷口は公明党などの支援を受けた現職の宮地昭範に敗北した[56][57]。
  - 2月9日 - 京都府南丹市の市議会議員一般選挙が実施された[58]。定数22名のところに24人の立候補者があった。日本維新の会は南丹市スポーツ推進委員で志和賀区体育振興会会長の井上勝之を公認して選挙戦に臨んだ。選挙の結果、井上は得票数が24名中24位となり、落選した。
  - 大阪市長でもある共同代表の橋下徹は、大阪市長の職を辞して「出直し選挙」に立候補することとなり、3月9日告示、同月23日に投開票が行われることとなった。しかし、この選挙において日本維新の会は、橋下を候補者として公認しないことを決定した[59]。なお、日本維新の会傘下の地域政党である大阪維新の会は橋下を公認する見通し。両維新の会でのこの齟齬は、大阪維新の会の幹部のひとりによると「大阪都構想を理解していない国会議員には（大阪市長選挙に）来てほしくない」というところに起因している。
  - 2月23日 - 東京都町田市議会議員選挙。定数36名のところに41人の立候補者があった。日本維新の会は維新政治塾第1期生で会社経営者の小関重太郎を公認した。選挙の結果、小関は第34位で当選した[60]。
  - 同日 - 滋賀県長浜市長選挙。再選を狙う現職（自民党・民主党・公明党・みんなの党推薦）に対して、日本維新の会長浜支部幹事長で埼玉県杉戸町議会議員の石井幸子が立候補し、両者の一騎討ちとなった。選挙の結果、現職が石井に3倍以上の票差をつけて当選、石井は惨敗を喫した[61]。
  - 3月5日 - 民主党とみんなの党の幹事長・国対委員長は4日、5日と相次いで会談し、その中で、みんなの党は、野党協議の枠組みから日本維新の会を外すことを提案した。これを受けて、民主党は、党内や他の野党とも調整した上で、野党国対委員長会談など野党共闘の場から日本維新の会を除外する方針[62]。
  - 4月5日、結いの党との合流にさきがけ、執行役員会において参議院で結いの党と統一会派を結成する方針を決定。結いとの合流に批判的な石原代表も参院での統一会派は容認する方針を示す[63]。
    - 4月25日、参議院で結いの党と合同院内会派「日本維新の会・結いの党」が発足。（維新9議席、結い5議席の計14議席）
    - 5月24日、執行役員会で結いの党との共通政策に「自主憲法制定」の文言を盛り込むよう結い側に求めることを確認した。これは石原の要求によるものであり、石原は「私は自主憲法を制定するために国会に戻った。結いとは組めない」と主張したが、同日、結いの党の江田代表は「自主憲法制定の言葉は飲めない」と述べ難色を示した[64]。

  - 5月28日、石原、橋下両共同代表間で日本維新の会を分党することで合意。
    - 6月5日　党所属国会議員が分党後、橋下と石原どちらを中心としたグループにつくかを発表。橋下側37名、石原側23名。同日、石原を中心とするグループは山田宏を座長に新党準備会を設立。
    - 当初、橋下側の参加者は40人以上、石原側は15人程度と見込まれていたが、橋下側に付くと見られていた大阪維新の会の結成メンバーでもある西野弘一や、橋下市政のブレーンを務めた中田宏、維新政治塾出身者4～5名が石原側に回る結果となった。一方、片山虎之助のように太陽の党出身ながら橋下側に参加表明した議員もいた[65][66][67]。
    - 6月22日　大阪で開かれた臨時の党大会で分党を正式決定した。
    - 6月24日　当初、石原グループの新党結党に参加する意向を示していた、衆議院議員の三木圭恵が翻意して橋下グループへの参加を表明、橋下側38名、石原側22名に[68]。
    - 6月26日　石原グループが新党の党名を「次世代の党」とすることを発表。
    - 7月9日　衆議院において橋下を中心とするグループと結いの党の統一会派「日本維新の会・結いの党」が発足。同日、石原を中心とするグループも衆院会派「次世代の党」を届け出[69]。また、分党に際して橋下グループ、石原グループのいずれにも参加しないことを表明した西岡新、林原由佳の2議員はこの時点で会派無所属となった。
    - 7月12日　日本維新の会静岡県支部が、分党に際して支部所属の地方議員や元議員ら7名がいずれのグループにもつかず、今後は無所属で活動することを発表した[70]。
    - 7月31日　大阪府選挙管理委員会を通じて正式に解党届けを提出[71]、なお、橋下グループについては結いの党との合流交渉がまとまるまでに時間を要するため、分党後の存続団体として新しく橋下を代表として「日本維新の会」を政党として届け出、9月中旬を目途に結いの党と合同で新党を結成する予定[72][73]。
    - 7月31日　「政治団体解散届」を総務大臣に提出。正式に解党した。
    - 8月1日　次世代の党（党首：平沼赳夫、幹事長：山田宏、最高顧問：石原慎太郎、国会議員22名）が結党、総務省に設立を届け出た。
    - 　同日　橋下グループが、旧「日本維新の会」の党名を引き継いだ暫定的な新党「日本維新の会」（代表：橋下徹、幹事長：松井一郎、国会議員38名）を結党し、総務相に設立を届け出た。
    - 3日　日本維新の会が結いの党との新党設立準備会立ち上げに調印。

  - 9月19日　結いの党と合併して維新の党を結党することで合意に至ったことが発表された。
    - 9月21日　維新の党結党大会が開かれた。

## 政策

### 「維新八策」
2012年2月、大阪維新の会は、参議院廃止、首相公選制などを含む「維新八策」案を発表した。「維新八策」の名称は船中八策を由来とする。2012年7月、大阪維新の会は維新八策の「改定案」を発表した。2012年9月、橋下氏は維新八策は新党「日本維新の会」の「党綱領」となると発言した。2012年8月31日、衆院定数半減などが明記された「最終案」がまとめられた。2012年11月、改訂版である「維新八策(各論)VER1.01」を発表した。

#### 「維新八策（各論）VER1.01」
2012年11月に掲示された「維新八策（各論）VER1.01」の概要は以下の通り。
1. 統治機構の作り直し
地方分権、首相公選制、参議院廃止、道州制、消費税の地方税化、大阪都構想など
2. 財政・行政・政治改革
小さな政府、国民総背番号制、歳入庁の創設、衆議院議員を240人に削減、政党交付金の3割削減、ネット選挙の解禁など
3. 公務員制度改革
能力・実績主義、人事院制度廃止、人件費削減、身分保障廃止、人事権一元化、政治任用制度、選挙活動制限など
4. 教育改革
教育委員会制度の廃止、学校選択の保障、校長権限の強化、教育バウチャー制度、労働組合活動の総点検など
5. 社会保障制度改革
社会保障給付費の積立方式、生活保護費の現物支給、年金の一元化・積立方式化、高齢者の自助優先、医療保険の一元化、混合診療の解禁など
6. 経済政策・雇用政策・税制
競争力重視の自由経済、自由貿易圏の拡大（TPP参加、FTA拡大）、脱原発依存、人材流動化（解雇規制の緩和）、正規雇用・非正規雇用の格差是正、外国人人材・女性労働力の活用、負の所得税、フラットタックスなど
7. 外交・防衛
日米同盟基軸、沖縄の負担軽減、PKOへの参加強化、土地売却等の外国人規制など
8. 憲法改正
憲法改正発議要件（96条）を2/3から1/2へ、首相公選制、参議院廃止、地方条例の上書き権（94条）など

### 綱領
2012年9月、維新八策を盛り込んだ綱領を発表。
2013年3月、日本維新の会は結党大会を開催し、旧太陽の党と合流後、検討してきた新しい綱領を決定した。改革派保守政党として「伝統」を保守することや個人・地域・国家の「自立」などを掲げている。その本文は以下の通り。

### その他

#### 憲法
- 太陽の党合流前は改憲発議要件の緩和を当面の目標として掲げていたが、合流後は「自主憲法の制定」とより踏み込んだ表現に変化した[79]。なお共同代表の橋下徹は日本国憲法の有効性を前提とした改憲を主張しているが、共同代表の石原慎太郎や国会議員団代表の平沼赳夫[80]、衆議院議員の三宅博[81] など、旧太陽の党メンバーを中心に憲法無効論を唱える者もいる。
- 2013年3月30日の党大会で決定された新綱領では“日本を孤立と軽蔑の対象におとしめ、絶対平和という非現実的な共同幻想を押しつけた 元凶である占領憲法を大幅に改正”と明確に改憲を打ち出している[82]。石原は改正ではなく“破棄”と表記するよう主張した[83] という。
- 2013年6月25日には国会議員団憲法調査会が「中間報告」を発表。改憲発議要件緩和の先行実施、首相公選制、道州制、国会の一院制導入による統治機構改革、自衛隊明記、前文の見直し、緊急事態条項の新設などを提言している。

#### 外交・安全保障
- 主要政党の中では最も核武装に積極的であり、毎日新聞が第46回衆議院議員総選挙候補者を対象として行ったアンケートでは公認候補者の77%が核武装に前向きな姿勢を示している（自民党の候補者では38%、民主党の候補者では10%）[84]。また集団的自衛権の行使について定める国家安全保障基本法を整備するとしている[85]。
- 竹島や尖閣諸島を巡る領有権問題に関しては、国際司法裁判所を積極的に活用して日本の正当性をアピールすべきとしている[85]。
- 特定秘密保護法を時代に即した非常に重要な法律であると評価し、それに反対する意見については「被害妄想」「流言飛語」「ヒステリー現象」であるとしている。また、この法律を活用して、日本にもアメリカのCIAやイスラエルのモサドのような情報機関を創設することを主張している[86]。なお、モサドはイスラエルの敵対国家であるアラブ諸国を主対象として、合法・非合法を問わずに情報収集、秘密工作、対テロリズム活動などを行っていることが知られている。石原はこのモサドを「非常に評価している」と絶賛している。

##### 慰安婦問題
- 共同代表の石原慎太郎は橋下の慰安婦問題への対応について「彼はそんなに間違ったことは言っていない」「あなた方（メディア）のとらえ方にも問題がある。この問題は被虐的に考えない方がいい」と述べた[87]。また、幹事長の松井一郎も「（橋下は）問題を本音で解決するために言った」と語り、橋下を擁護した。
- 2013年5月19日、石原と橋下が名古屋市内のホテルで会談し、今後重要な発言をする際には橋下が石原と事前に協議を行うことを確認した[88]。
- 代議士会会長の中山成彬は元慰安婦が橋下に求めていた面会を中止した事で「橋下氏に強制連行の中身を鋭く追及されるのを恐れたか？　化けの皮が剥がれるところだったのに残念」とツイートした[89]。
- みんなの党代表の渡辺喜美は、東京都内のパーティーで「うちなんて風俗なんて言ったとたん、かみさんから絞め殺されちゃいますよ」と述べ、維新の会との選挙協力解消を明言した[90][91]。

###### 西村眞悟の除名
衆議院議員の西村眞悟が2013年5月17日の党代議士会で、橋下の従軍慰安婦をめぐる発言を擁護する立場から、韓国人売春婦が多いという実例 を挙げた上で「大阪の繁華街で『お前韓国人、慰安婦』と言ってやったらよろしい。」と発言。批判が高まったため西村は責任をとり離党届を出したが、維新の会側はこれを受理せず、幹事長の松井一郎は17日に記者団に対して「大阪府の知事としても許せない。まさに人権侵害」と述べ除名処分とする意向を示した。

###### 慰安婦問題の検証
2013年11月、中山成彬を座長として「歴史問題検証プロジェクト・チーム (PT)」が発足した。元慰安婦16人の聞き取り調査報告書の開示請求やアメリカ合衆国カリフォルニア州グレンデール市に慰安婦像が設置されたことを受けての現地視察をおこない、翌2014年からは河野談話の撤回と河野洋平の参考人招致を要求する署名活動を始めるとしていた。河野の参考人招致は自民党から「犯罪関係を除き、元衆院議員を参考人として呼んだ例はない」として拒否されたが、河野談話見直し要求の署名活動では約16万筆の署名を集め、同年4月に官房長官の菅義偉へ提出した。

##### 共同通信の電話取材におけるユダヤ系団体の抗議
- 2013年8月1日、麻生太郎の「あの手口を学んだらどうか」とのナチス政権を引き合いに出した憲法改正問題についての発言に対して、橋下が大阪市役所での記者会見において『行き過ぎた』ブラックジョークとの見解を述べたことについて、共同通信は2日の電話取材においてユダヤ系団体のサイモン・ウィーゼンタール・センターに対し橋下は「ブラックジョーク」だと述べたと伝え、「ブラックジョークとして扱ってはならない事柄がある」との批判を引き出した[98]。その後、朝日新聞上でも同団体は批判を行っている[99]。

#### 経済・環境
- 消費税は地方税化して地方公共団体の自主財源にすることを目指しており、税率は11%必要だと試算している[100]。
- 当初はTPP参加を「政策のセンターピン」と位置付けるなど積極的な姿勢を示していたが、TPPに批判的な太陽の党が合流したことで「交渉参加」「国益に反する場合は反対」とやや参加姿勢を弱める方向に修正している[79]。
- 原発に関しては、安全基準・安全確認体制（規制委員・規制庁、事業主）・使用済み核燃料・責任の所在に関するルールを構築し、電力市場の自由化を行うとしている[101]。太陽の党との合流前は「2030年代原発ゼロ」を提唱していたが、脱原発に否定的な石原慎太郎への配慮もあり、合流後は表現がトーンダウンした[79]。
- 規制緩和策として最低賃金制度の廃止、解雇規制の緩和、混合診療の解禁を挙げた[102]。ただしこのうち最低賃金制度の廃止については、同制度の「改革」に修正された[103]。

#### 政党制度
- 当初は目玉政策の一つとして党規約に企業・団体献金の受け取り禁止規定を盛り込み、賛同しない議員の加入を禁止する姿勢を示していた。しかし太陽の党との合流時に、旧太陽側の議員が即時に対応することは困難であるとして、規約を改正して献金の上限額や受領できる期間を定める経過措置を取ることとした[104]。その後、この政策は維新の党およびおおさか維新の会に引き継がれている。

## 組織

### 代表
任期は3年。非常に強い権限（拒否権）が与えられている。以下は例。
- 執行役員会の可決には代表の賛成を含めての過半数が必要（党規約第6条第3項第5号）
- 候補者の公認・推薦から比例代表の名簿登載順にいたるまでの決定権を持つ（党規約第12条）

つまり党首が会議に諮らず幹事長の権限まで行使できる（民主党など他の政党では常任幹事会のような会議に諮った上で幹事長にあたる役職の人物が決定するのが通例）。
党規約に定める最初の代表選挙（2015年9月）が行われるまでは2人の代表を置く共同代表制を敷いている。

### 党員
一般党員の入会資格は、（1）我が党の綱領、主義、政策に賛同される方。（2）満18歳以上で、日本国籍を有する方。（3）他の政党の党籍を持たない方。の3点であり、党費は年間3000円である。

### 地方組織の形成
全国各地の地域政党・政治団体等を合流させて、日本全国に広げる予定としている。合流には、維新八策等の賛同を条件とする協定書の締結を求める。

### 維新政治塾
大阪維新の会が、政治家の育成を目的に設立した教育機関。2012年（平成24年）3月に開講し、開講時の塾長には橋下徹が就任した。1期生の応募資格は大阪維新の会の政策に賛同する25歳以上の男女であった。第46回総選挙では一定数の卒塾生が当選している。

## 役職

### 党役員
分党以前
| 役職名       | 役職名           | 氏名       | 前所属政党   | 身分           |
| ------------ | ---------------- | ---------- | ------------ | -------------- |
| 共同代表     | 共同代表         | 石原慎太郎 | 太陽の党     | 衆議院議員     |
| 共同代表     | 共同代表         | 橋下徹     | 大阪維新の会 | 大阪市長       |
| 代表代行     | 代表代行         | 平沼赳夫   | 太陽の党     | 衆議院議員     |
| 副代表       | 副代表           | 今井豊     | 大阪維新の会 | 大阪府議会議員 |
| 幹事長       | 幹事長           | 松井一郎   | 大阪維新の会 | 大阪府知事     |
| 政策調査会長 | 政策調査会長     | 浅田均     | 大阪維新の会 | 大阪府議会議長 |
| 総務会長     | 総務会長         | 東徹       | 大阪維新の会 | 参議院議員     |
| 国会議員団   | 代表             | 平沼赳夫   | 太陽の党     | 衆議院議員     |
| 国会議員団   | 幹事長           | 松野頼久   | 民主党       | 衆議院議員     |
| 国会議員団   | 政策調査会長     | 片山虎之助 | 太陽の党     | 参議院議員     |
| 国会議員団   | 参議院議員団会長 | 片山虎之助 | 太陽の党     | 参議院議員     |
| 国会議員団   | 総務会長         | 藤井孝男   | 太陽の党     | 衆議院議員     |
| 国会議員団   | 選挙対策委員長   | 藤井孝男   | 太陽の党     | 衆議院議員     |
| 国会議員団   | 国会対策委員長   | 小沢鋭仁   | 民主党       | 衆議院議員     |

母体となった大阪維新の会や維新政治塾出身者は国会議員団主要人事から外されており、特に政策発信の責任者である政調会長と国政選挙の候補者調整を担当する選対委員長の両ポストを確保した太陽の党が主導権を握った形になっている。なお2012年12月の衆院選直後の人事では国会議員団政調会長に桜内文城（みんなの党出身）が続投する予定だったが、直前になって選挙運動員による買収事件が発覚したため辞退に追い込まれた。
分党後
| 役職名       | 役職名                     | 氏名       | 身分           |
| ------------ | -------------------------- | ---------- | -------------- |
| 代表         | 代表                       | 橋下徹     | 大阪市長       |
| 副代表       | 副代表                     | 今井豊     | 大阪府議会議員 |
| 幹事長       | 幹事長                     | 松井一郎   | 大阪府知事     |
| 幹事長代行   | 幹事長代行                 | 松野頼久   | 衆議院議員     |
| 政策調査会長 | 政策調査会長               | 浅田均     | 大阪府議会議長 |
| 総務会長     | 総務会長                   | 東徹       | 参議院議員     |
| 国会議員団   | 代表                       | 松野頼久   | 衆議院議員     |
| 国会議員団   | 幹事長                     | 小沢鋭仁   | 衆議院議員     |
| 国会議員団   | 両院議員総会長兼代議士会長 | 谷畑孝     | 衆議院議員     |
| 国会議員団   | 政策調査会長               | 片山虎之助 | 参議院議員     |
| 国会議員団   | 参議院議員団会長           | 片山虎之助 | 参議院議員     |
| 国会議員団   | 総務会長                   | 松浪健太   | 衆議院議員     |
| 国会議員団   | 選挙対策委員長             | 松浪健太   | 衆議院議員     |
| 国会議員団   | 国会対策委員長             | 石関貴史   | 衆議院議員     |

#### 歴代の役員表
| 代表              | 代表代行 | 副代表 | 副代表   | 幹事長   | 政調会長 | 総務会長 | 国会議員団 代表 | 国会議員団 幹事長 | 国会議員団 政調会長 | 国会議員団 総務会長 | 国会対策 委員長 | 両院議員 総会長 | 参議院 議員団会長 | 選挙対策 委員長 | 就任年月   |
| ----------------- | -------- | ------ | -------- | -------- | -------- | -------- | --------------- | ----------------- | ------------------- | ------------------- | --------------- | --------------- | ----------------- | --------------- | ---------- |
| 橋下徹            |          | 今井豊 |          | 松井一郎 | 浅田均   | 東徹     |                 |                   |                     |                     |                 |                 |                   |                 | 2012年9月  |
| 橋下徹            | 松野頼久 | 今井豊 | 松野頼久 | 松井一郎 | 浅田均   | 東徹     | 松浪健太        | 桜内文城          | 上野宏史            | 松野頼久            | 谷畑孝          | 水戸将史        | 2012年10月        |                 |            |
| 石原慎太郎        | 橋下徹   | 今井豊 | 平沼赳夫 | 松井一郎 | 浅田均   | 東徹     | 平沼赳夫        | 桜内文城          | 上野宏史            | 松野頼久            | 谷畑孝          | 水戸将史        | 松野頼久          | 片山虎之助      | 2012年11月 |
| 石原慎太郎        | 橋下徹   | 今井豊 | 平沼赳夫 | 松井一郎 | 浅田均   | 東徹     | 平沼赳夫        | 片山虎之助        | 藤井孝男            | 小沢鋭仁            | 中山成彬        | 藤井孝男        | 松野頼久          | 片山虎之助      | 2012年12月 |
| 石原慎太郎 橋下徹 | 平沼赳夫 | 今井豊 |          | 松井一郎 | 浅田均   | 東徹     | 平沼赳夫        | 片山虎之助        | 藤井孝男            | 小沢鋭仁            | 中山成彬        | 藤井孝男        | 松野頼久          | 片山虎之助      | 2013年1月  |
| 橋下徹            | 松野頼久 | 今井豊 | 松野頼久 | 松井一郎 | 浅田均   | 東徹     | 小沢鋭仁        | 片山虎之助        | 松浪健太            | 石関貴史            | 谷畑孝          | 松浪健太        | 2014年6月         | 片山虎之助      |            |

1. ↑  共同代表制
2. ↑  2014年8月以降は幹事長代行

### 歴代日本維新の会代表一覧
日本維新の会(2012-2014）
- 初代：橋下徹
- 2代：石原慎太郎
- 3代：石原慎太郎、橋下徹（共同代表）[107]
- 4代（次世代の党分党以後）:橋下徹

## 党勢

### 衆議院
| 選挙                 | 当選/候補者 | 定数 | 得票数（得票率）   | 得票数（得票率）    | 備考       |
| 選挙                 | 当選/候補者 | 定数 | 選挙区             | 比例代表            | 備考       |
| -------------------- | ----------- | ---- | ------------------ | ------------------- | ---------- |
| （結党時）           | 3/-         | 480  | -                  | -                   | 追加合流+2 |
| （太陽の党合流時）   | 7/-         | 480  | -                  | -                   | 追加合流+4 |
| 第46回総選挙         | 54/172      | 480  | 6,942,353（11.6%） | 12,262,228（20.3%） |            |
| （次世代の党分党後） | 32/-        | 480  | -                  | -                   |            |

### 参議院
| 選挙                 | 当選/候補者 | 非改選 | 定数 | 得票数（得票率）   | 得票数（得票率）    | 備考         |
| 選挙                 | 当選/候補者 | 非改選 | 定数 | 選挙区             | 比例代表            | 備考         |
| -------------------- | ----------- | ------ | ---- | ------------------ | ------------------- | ------------ |
| （結党時）           | 4/-         | -      | 242  | -                  | -                   |              |
| （太陽の党合流時）   | 7/-         | -      | 242  | -                  | -                   | 鞍替え辞職-4 |
| 第23回通常選挙       | 8/44        | 1      | 242  | 3,846,649（7.25%） | 6,355,299（11.94%） |              |
| （次世代の党分党後） | 6/-         | -      | 242  | -                  | -                   |              |

### 分党時の所属国会議員
以前に他の政党で国会議員・地方議員・党幹部・国政選挙区支部長を務めていた者については、合流前の最終所属政党を掲載している。
| 氏名       | 選挙区                          | 当選回数 | 前所属政党   | 分党後の帰属 | 備考                   |
| ---------- | ------------------------------- | -------- | ------------ | ------------ | ---------------------- |
| 高橋美穂   | 比例北海道ブロック（北海道2区） | 1        | -            | 維新の党     |                        |
| 小熊慎司   | 比例東北ブロック（福島4区）     | 1        | みんなの党   | 維新の党     | 参議院議員1期          |
| 村岡敏英   | 比例東北ブロック（秋田3区）     | 1        | 太陽の党     | 維新の党     |                        |
| 上野宏史   | 比例北関東ブロック（群馬1区）   | 1        | みんなの党   | 次世代の党   | 参議院議員1期          |
| 石関貴史   | 比例北関東ブロック（群馬2区）   | 3        | 民主党       | 維新の党     |                        |
| 鈴木義弘   | 比例北関東ブロック（埼玉14区）  | 1        | 自由民主党   | 維新の党     |                        |
| 坂本祐之輔 | 比例北関東ブロック（埼玉10区）  | 1        | -            | 維新の党     |                        |
| 小沢鋭仁   | 比例南関東ブロック（山梨1区）   | 7        | 民主党       | 維新の党     |                        |
| 松田学     | 比例南関東ブロック              | 1        | 太陽の党     | 次世代の党   |                        |
| 田沼隆志   | 比例南関東ブロック（千葉1区）   | 1        | -            | 次世代の党   |                        |
| 西田譲     | 比例南関東ブロック（千葉9区）   | 1        | 自由民主党   | 次世代の党   |                        |
| 椎木保     | 比例南関東ブロック（千葉13区）  | 1        | -            | 維新の党     |                        |
| 石原慎太郎 | 比例東京ブロック                | 9        | 太陽の党     | 次世代の党   | 共同代表 参議院議員1期 |
| 今村洋史   | 比例東京ブロック                | 1        | 太陽の党     | 次世代の党   |                        |
| 山田宏     | 比例東京ブロック（東京19区）    | 2        | 日本創新党   | 次世代の党   |                        |
| 中田宏     | 比例北陸信越ブロック            | 4        | 日本創新党   | 次世代の党   |                        |
| 宮沢隆仁   | 比例北陸信越ブロック（長野1区） | 1        | -            | 次世代の党   |                        |
| 百瀬智之   | 比例北陸信越ブロック（長野2区） | 1        | -            | 維新の党     |                        |
| 藤井孝男   | 比例東海ブロック                | 5        | 太陽の党     | 次世代の党   | 参議院議員4期          |
| 今井雅人   | 比例東海ブロック（岐阜4区）     | 2        | 民主党       | 維新の党     |                        |
| 重徳和彦   | 比例東海ブロック（愛知12区）    | 1        | -            | 維新の党     |                        |
| 鈴木望     | 比例東海ブロック（静岡3区）     | 1        | -            | 維新の党     |                        |
| 井上英孝   | 大阪1区                         | 1        | 大阪維新の会 | 維新の党     |                        |
| 村上政俊   | 大阪4区                         | 1        | -            | 維新の党     |                        |
| 木下智彦   | 大阪8区                         | 1        | -            | 維新の党     |                        |
| 足立康史   | 大阪9区                         | 1        | みんなの党   | 維新の党     |                        |
| 松浪健太   | 大阪10区                        | 4        | 自由民主党   | 維新の党     |                        |
| 伊東信久   | 大阪11区                        | 1        | -            | 維新の党     |                        |
| 西野弘一   | 大阪13区                        | 1        | 大阪維新の会 | 次世代の党   |                        |
| 谷畑孝     | 大阪14区                        | 6        | 自由民主党   | 維新の党     | 参議院議員1期          |
| 浦野靖人   | 大阪15区                        | 1        | 大阪維新の会 | 維新の党     |                        |
| 馬場伸幸   | 大阪17区                        | 1        | 大阪維新の会 | 維新の党     |                        |
| 遠藤敬     | 大阪18区                        | 1        | 自由民主党   | 維新の党     |                        |
| 丸山穂高   | 大阪19区                        | 1        | -            | 維新の党     |                        |
| 阪口直人   | 比例近畿ブロック（和歌山2区）   | 2        | 民主党       | 維新の党     |                        |
| 三木圭恵   | 比例近畿ブロック（兵庫5区）     | 1        | 太陽の党     | 維新の党     |                        |
| 三宅博     | 比例近畿ブロック                | 1        | 太陽の党     | 次世代の党   |                        |
| 上西小百合 | 比例近畿ブロック（大阪7区）     | 1        | -            | 維新の党     |                        |
| 林原由佳   | 比例近畿ブロック（大阪2区）     | 1        | -            | 無所属       |                        |
| 岩永裕貴   | 比例近畿ブロック（滋賀4区）     | 1        | 自由民主党   | 維新の党     |                        |
| 新原秀人   | 比例近畿ブロック（兵庫3区）     | 1        | 自由民主党   | 維新の党     |                        |
| 杉田水脈   | 比例近畿ブロック（兵庫6区）     | 1        | みんなの党   | 次世代の党   |                        |
| 清水鴻一郎 | 比例近畿ブロック（京都6区）     | 2        | みんなの党   | 維新の党     | 現在は京都3区支部長    |
| 平沼赳夫   | 岡山3区                         | 11       | 太陽の党     | 次世代の党   | 国会議員団代表         |
| 中丸啓     | 比例中国ブロック（広島3区）     | 1        | 太陽の党     | 次世代の党   |                        |
| 坂元大輔   | 比例中国ブロック（広島7区）     | 1        | -            | 次世代の党   |                        |
| 桜内文城   | 比例四国ブロック（愛媛4区）     | 1        | みんなの党   | 次世代の党   | 参議院議員1期          |
| 西岡新     | 比例四国ブロック（愛媛2区）     | 1        | -            | 無所属       |                        |
| 園田博之   | 熊本4区                         | 9        | 太陽の党     | 次世代の党   |                        |
| 松野頼久   | 比例九州ブロック（熊本1区）     | 5        | 民主党       | 維新の党     | 国会議員団幹事長       |
| 河野正美   | 比例九州ブロック（福岡4区）     | 1        | 太陽の党     | 維新の党     |                        |
| 中山成彬   | 比例九州ブロック（宮崎1区）     | 7        | 太陽の党     | 次世代の党   |                        |
| 山之内毅   | 比例九州ブロック（鹿児島1区）   | 1        | -            | 維新の党     |                        |

| 氏名           | 選挙区 | 当選回数 | 前所属政党     | 分党後の帰属 | 備考                             |
| -------------- | ------ | -------- | -------------- | ------------ | -------------------------------- |
| 東徹           | 大阪府 | 1        | 大阪維新の会   | 維新の党     | 2019年改選                       |
| 清水貴之       | 兵庫県 | 1        | -              | 維新の党     | 2019年改選                       |
| 中山恭子       | 比例区 | 2        | 太陽の党       | 次世代の党   | 2019年改選                       |
| アントニオ猪木 | 比例区 | 2        | スポーツ平和党 | 次世代の党   | 2019年改選                       |
| 片山虎之助     | 比例区 | 4        | 太陽の党       | 維新の党     | 2016年改選 うち3回は岡山県選挙区 |
| 室井邦彦       | 比例区 | 2        | 民主党         | 維新の党     | 2019年改選 衆議院議員1期         |
| 儀間光男       | 比例区 | 1        | 政党そうぞう   | 維新の党     | 2019年改選                       |
| 藤巻健史       | 比例区 | 1        | -              | 維新の党     | 2019年改選                       |
| 中野正志       | 比例区 | 1        | 太陽の党       | 次世代の党   | 2019年改選 衆議院議員3期         |

- いずれも2013年（平成25年）12月26日時点のもの。

所属議員を選出ブロックおよび前所属政党別で見ると以下の通りになる。
| 区分   | 区分     | 太陽 | 自民 | 民主 | みんな | 大阪 | 創新 | その他 | 合計 |
| ------ | -------- | ---- | ---- | ---- | ------ | ---- | ---- | ------ | ---- |
| 衆議院 | 北海道   | 0    | 0    | 0    | 0      | 0    | 0    | 1      | 1    |
| 衆議院 | 東北     | 1    | 0    | 0    | 1      | 0    | 0    | 0      | 2    |
| 衆議院 | 北関東   | 0    | 1    | 1    | 1      | 0    | 0    | 1      | 4    |
| 衆議院 | 南関東   | 1    | 1    | 1    | 0      | 0    | 0    | 2      | 5    |
| 衆議院 | 東京     | 2    | 0    | 0    | 0      | 0    | 1    | 0      | 3    |
| 衆議院 | 北陸信越 | 0    | 0    | 0    | 0      | 0    | 1    | 2      | 3    |
| 衆議院 | 東海     | 1    | 0    | 1    | 0      | 0    | 0    | 2      | 4    |
| 衆議院 | 近畿     | 2    | 5    | 1    | 3      | 4    | 0    | 6      | 21   |
| 衆議院 | 中国     | 2    | 0    | 0    | 0      | 0    | 0    | 1      | 3    |
| 衆議院 | 四国     | 0    | 0    | 0    | 1      | 0    | 0    | 1      | 2    |
| 衆議院 | 九州     | 3    | 0    | 1    | 0      | 0    | 0    | 1      | 5    |
| 衆議院 | 小計     | 12   | 7    | 5    | 6      | 4    | 2    | 17     | 53   |
| 参議院 | 参議院   | 3    | 1    | 1    | 0      | 1    | 0    | 3      | 9    |
| 合計   | 合計     | 15   | 8    | 6    | 6      | 5    | 2    | 20     | 62   |

報道によっては旧太陽の党に立場が近い田沼隆志を太陽系に加えるものや、自民党離党後2年近く無所属で活動した西田譲を自民系から除くものも見られる。

## 他の政党・政治団体との関係

### 概説
- 2012年（平成24年）9月12日、愛媛県で活動してきた地域政党である「松山維新の会」と「愛媛維新の会」、「西予維新の会」が同会の傘下に入って活動することが明らかとなった[110][111]。
- 9月28日、滋賀県長浜市議等が「滋賀維新の会」を設立して、連携することで合意したと発表した。
- 9月28日、東京都議会会派「東京維新の会」が27日、都選挙管理委員会に政治団体の届け出をした。橋下徹大阪市長が代表となる新党「日本維新の会」の傘下に入るため[112]。
- 2012年10月24日、京都府議や城陽市議等が10月6日に設立した「京都維新の会」と連携協定を結んだ[113]。また、京都維新の会は京都乙訓維新の会や福知山維新の会との、合流も模索[114] している。

### 他の国政政党
- 2013年の夏の参院選では、民主・維新・みんなの結集を目指すと明言していた[115]。しかし、2013年1月13日に内閣総理大臣の安倍晋三が代表代行の橋下徹、幹事長の松井一郎と3者会談をしたために、野党共闘を目指す民主党、みんなの党の両党は疑心暗鬼の状態にあり困惑の念と不快感を示しているという[116]。また、民主党、日本維新の会による「第二極」争いも影響し、野党間の亀裂が深まりはじめている[116]。
- 第46回衆院選で公明党が独自候補を擁立する全9選挙区で、日本維新の会は候補者を擁立せず、選挙協力を行った[117]。
- みんなの党とも共通の政策作りが進められていて[118]、維新側も太陽の党の吸収後でも、みんなの党との合併は可能であるとの認識を示している[119] 上、実際に、代表の橋下が、みんなの党代表の渡辺喜美に対し電話で、「なんとか一本化で一つのグループになろう」と話すなど、合流を呼びかけてもいた[120][121][122]。しかし、みんなの党側は維新と合流した太陽の党のメンバーに関し「理念と政策がかなり違う」と強調し、太陽合流後に候補者の競合が20数選挙区にのぼったこともあり合流拒否を通告した[123]。橋下の発言の影響で2013年参院選でのみんなの党との選挙協力は解消されたが、山梨県などでは選挙協力が維持されている[124]。
- 自由民主党とは、教育や憲法改正の発議要件緩和、地方分権改革、構造改革の方向性やデフレ脱却に向けた経済対策、国の成長戦略などの点で考えが近い[125][126][127][128]。更に、日本維新の会結党時に、橋下徹が、安倍晋三に、党代表就任を要請するなどしたこともある[129][130]。そのこともあって、大阪市内で2013年1月11日には自由民主党総裁の安倍と代表代行（当時）の橋下、幹事長の松井とで3者会談が行われ、政策の近さ等がアピールされている[116]。また、内閣官房長官の菅義偉も政策ごとに維新側と連携できるという考えを示している[125]。
- 国会では野党ではあるが、政府・与党に対して「是々非々」を掲げ、政府法案に対しても他の野党に比べて積極的に修正協議を行っている。また2013年12月6日、民主党が単独提出した安倍内閣不信任決議案には反対（＝安倍内閣を信任）している[131]。
- 2014年1月 - 共同代表橋下徹の意を受け、日本維新の会は結いの党との合流を視野に入れた政策協議をスタートさせた。しかし、もうひとりの共同代表の石原慎太郎は、結いの党との連携方針を一蹴している。

#### 過去にあった政党
- たちあがれ日本との連携は代表の橋下が「合理性を感じない人とは政治はやりたくない」「早く退場願った方がいい」とまで述べていたため困難視されていたが[132]、2012年11月16日、太陽の党（旧たちあがれ日本）側が維新側の政策要求をほぼ呑むことで合意し合流した[133]。合流にあたっては、太陽の党が、政党を解党することとなっている[119]。一方で、太陽の党との合併話が進んでいた減税日本との合併については、白紙に戻すとした[119]。
- 日本未来の党については、代表代行（当時）の橋下が日本未来の党の結党直前に結党について「ぜひやっていただきたい。嘉田知事ほど原発について知見のある方はいない」として脱原発をスローガンとする新党の結党を歓迎する意見を述べた[134] 一方、「僕は政治グループを束ねてきた自信があるが、嘉田知事はその経験がない。脱原発グループができても、何もできないのではないか」、「（嘉田氏には）いくら言っても実行はできない。脱原発は、おまじないではない」と批判もした[135][136]。

### 傘下の地域政党
- 大阪維新の会
- 愛媛維新の会　日本維新の会愛媛県総支部に不参加を決定。現在は日本維新の会から離脱。
- 松山維新の会　日本維新の会愛媛県総支部に不参加を決定。現在は日本維新の会から離脱。

### 協定を結んだ団体
維新八策すべてに賛同し、都道府県または政令指定都市の地方議員が存在する団体。
- 京都維新の会
- 奈良維新の会
- 岡山維新の会
- 静岡維新の会
- 東京維新の会

### 協力団体
- 県政連絡協議会(長野県)

### 合流した政党や政治団体
- 日本創新党 - 2012年9月29日に解党して合流した。
- 太陽の党 - 上記の経緯参照。

## 名称について

### 党名の英訳
英語名は「Japan Restoration Party」としている。

これは、明治維新の英語での呼称「Meiji Restoration」からとったものだが、"restoration"は「復古」を意味する単語であり、「刷新する」「改革する」といった党名にこめられたニュアンスとは正反対であること、復古する目標とする時代が明示されていないことから、在日外国人らからは戸惑う声が上がった。また、米国などでは「復古党」とみなされた。
実際の英文メディアによる報道では、他の日本の政党と同様に公式に則った"Japan Restoration Party"という呼称を使用する記事と、日本語名称を音訳した"Nippon Ishin"を使用する記事の混在が見られた。

### 類似名称政治団体
多数の「維新」が党名に含まれる政党、政治団体が存在するが、上記の団体以外は原則関連を持っていない。なお、大前研一が代表を務めた平成維新の会、民族派系の維新政党・新風や新左翼系の地球維新党など、同会結成前より「維新」を含む団体は多数存在している。

### その他の類似名称
政治運動家のドクター・中松（中松義郎）が2011年12月、「日本維新の会」の名称を商標登録するため特許庁に出願、2012年8月に拒絶査定（却下）されている。中松は同年10月、不服を申し立てるため特許庁に審判請求書を提出し、審判が行われる見通し。特許庁の審判は1年程度かかるという。特許庁の審判結果になお不服の場合は知的財産高等裁判所を経て最高裁判所まで争うことができる。中松は1989年（平成元年）より著書や講演活動などで「維新」の言葉を使用していると主張、既に「東京都維新の会」、「平成維新の会」については中松により「セミナーの企画・運営又は開催」、「書籍の製作」などを指定商品として商標登録が行われている。なお、中松が登録した指定商品やそれに類似する商品以外の商品についてこれらの商標を使用しても商標権侵害には当たらない。
日本維新の会側も商標登録を行う予定であるが、特許や商標登録は先願主義によるため、中松の出願について審判・訴訟で拒絶が確定しない限り、別の者が「日本維新の会」の商標出願をしても登録されることはないことから、同会が商標登録できるのは早くとも2013年末以降になる見通し。

## 大阪維新の会系と旧太陽の党系の対立
党運営や日銀人事等について、主として大阪維新の会の流れを汲む議員や大阪の共同代表の橋下徹、幹事長に松井一郎など大阪で職務を遂行する国会議員以外の党員などのグループと旧太陽の党系の所属議員などのグループで各立場ごとに意見が割れる事態が再三起きた。かつ実際には厳密に党所属議員がグループ化されているわけではなく、個々の議員が多様な主張を勝手に繰り返す四分五裂の事態となっていた。党内対立が結党して初めて望んだ国政選挙の段階ですでに起き「石原外し」の動きさえ出る程になっていたとされ、その後に渡って深い溝ができていった。特にメディアでは、元「大阪」系と旧「太陽」系の対立が取り上げられている。特に、当党所属の国会議員で元宮崎県知事の東国原英夫は、テレビ朝日の番組で「司会者から「東国原氏は西軍（大阪組）ですよね」と聞かれると「もちろんです」と即答」したと産経新聞に報じられている事や、当党とは直接関係がないものの橋下、松井の両名の首長としてのブレーンである大阪府市統合本部特別顧問の古賀茂明と東国原からは、それぞれ、旧「太陽」との合併を「作戦として失敗だった」や「旧太陽と合併すべきではなかった」という声が出ており、橋下に対して合併をすることを決断したことへの批判もなされている。政策的にも維新の会の主張する政策については、維新のブレーンの一人である竹中平蔵の意見が採用されていることが多いと言われているが、これについても、旧「太陽」系の各議員は郵政民営化をめぐって自民党を離党した経験のある議員（平沼赳夫、藤井孝男）がいる事等からくる対立もあり批判的であるという事であり、石原慎太郎もこの党そのものが野合であることを仄めかしているという。日銀人事についても日銀総裁について橋下は「まず、民間人から人材を探るのが維新の会の哲学」であるとして、学習院大学教授の岩田規久男を起用すべきだとしていたが、国会議員団側は政府・与党が提示したアジア開発銀行総裁の黒田東彦がベストと国会対策委員長の小沢鋭仁が評したほか、ある国会議員からは「橋下氏は口を出さないでほしい」という声も出たとされている。これについて橋下は怒りのメールを国会議員団に送るなどした。最終的には小沢が陳謝する形で決着が図られたが、東京の国会議員団と大阪の橋下らとの間での対立も起きている事がわかる。これは、毎日新聞によれば「国会の中の相場観で動いたら維新の意味がない。あっという間に国民からそっぽを向かれる」と考える大阪側に対し「国民世論だけで決めては道を間違える」と考える東京側との対立の表れであるという。この他、「大阪」と「東京」の対立として、「東京」が「世論頼み・橋下頼み」がちらつく「大阪」主導の2013年夏の参院選の選挙準備の遅さに不満を募らせているという事実もある。このような対立について橋下は、2013年3月25日に開いた東京と大阪を結んだテレビ会議による党執行役員会において、「東京と大阪のコミュニケーション不足が言われている。」とその事実があることを認めている。